# داوری (حقوق)

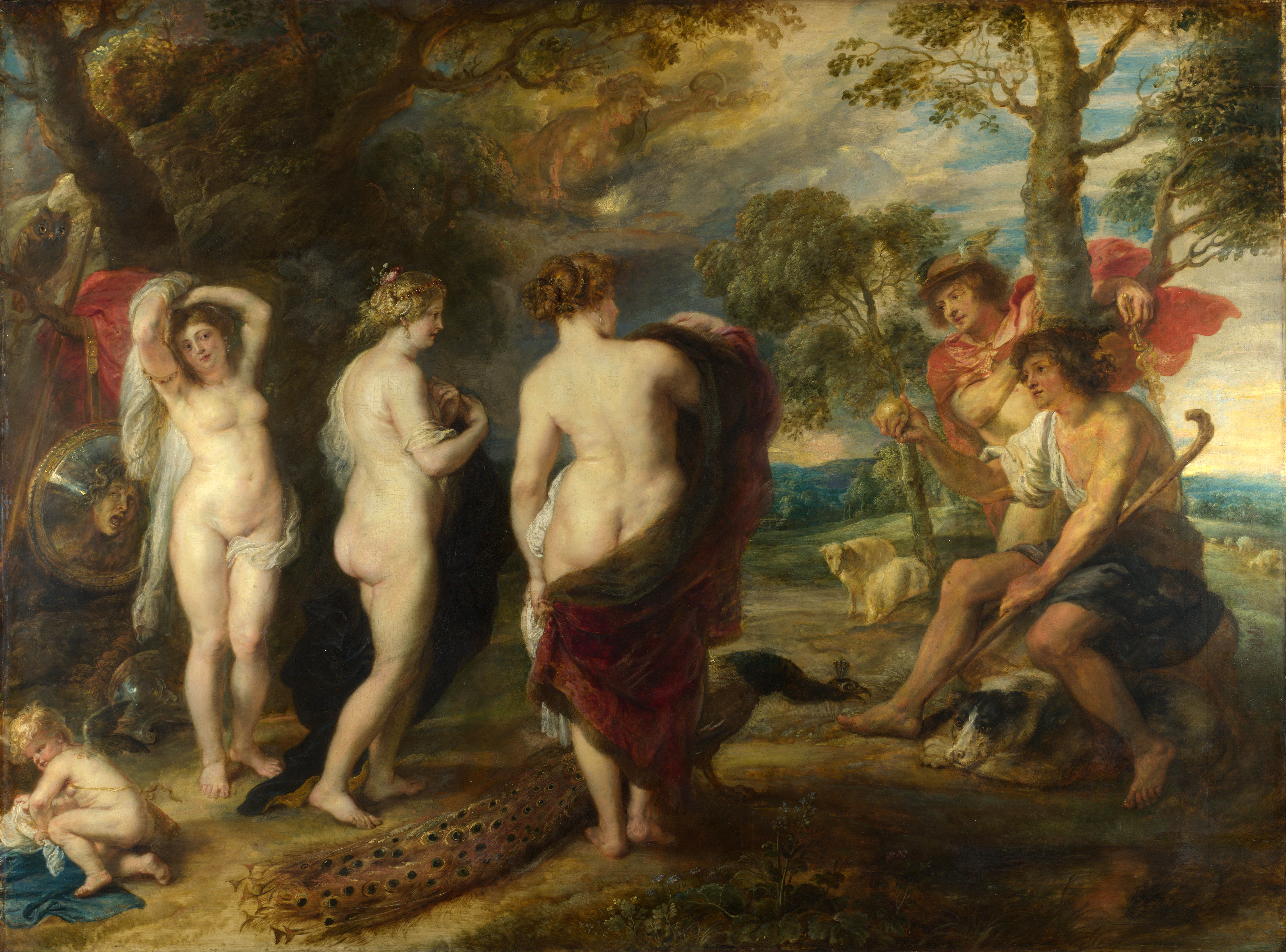
داوری پاریس اثر روبنس

داوَری (به انگلیسی: Arbitration) روشی برای حل اختلاف است که در آن طرفین به جای رجوع به نهاد قضائی، اختلاف خود را به یک یا چند داور مورد اعتماد ارجاع می‌دهند. آن‌ها می‌توانند داوران را خود تعیین کرده یا تعیین آن را به شخص دیگری یا به دادگاه بسپارند. رجوع به داوری ممکن است در هنگام تنظیم قرارداد (به صورت شرط داوری) پیش‌بینی شود یا پس از پیدایش اختلاف تصمیم به استفاده از آن گرفته شود.
مهمترین دلایل استفاده از داوری یکی اینست که داوران برخلاف مراجع قضایی مکلف به رعایت قوانین و تشریفاتِ زمان‌بر آیین دادرسی نیستند و در نتیجه سرعت رسیدگی به دعوا بسیار بالاتر رفته و معمولاً هزینه بسیار کمتری نیز خواهد داشت. گاهی هم اعتماد نداشتن به بی‌طرفی دادگاه‌ها - به ویژه در اختلافات بین‌المللی- افراد را به استفاده از داوری ترغیب می‌کند.
داوری به ویژه در قراردادهای بین‌المللی تجاری بسیار مورد استفاده است. در حقوق داخلی هم داوری استفاده فراوانی دارد و همه افراد می‌توانند مأموریت رسیدگی به اختلاف خود را به شخص یا اشخاصی واگذار کنند که با توجه به شهرت به درستکاری و امانتداری و احاطه به جنبه‌های تخصصی مورد اعتماد آن‌ها هستند.
رای داور مثل رای دادگاه قطعی و لازم‌الاجراست و البته راه‌های محدودی برای اعتراض و درخواست ابطال آن هم در قوانین پیش‌بینی می‌شود. ضمناً آرای داوری معمولاً تک‌مرحله‌ای هستند برخلاف مراجع قضایی که در بسیاری از موارد دو یا چند مرحله رسیدگی (دادگاه بدوی، دادگاه تجدید نظر، دیوان عالی و …) برای آن‌ها در نظر گرفته می‌شود.
همه اختلافات قابل ارجاع به داوری نیستند. اینکه چه نوع اختلافاتی را می‌توان از طریق داوری حل کرد و چه نوع اختلافاتی منحصراً باید در دادگاه رسیدگی شود در قوانین هر کشور تعیین می‌شود. در اکثر نظام‌های حقوقی اختلافات مربوط به اعتبار یا بطلان ازدواج، مسائل مربوط به اهلیت، ارث، فرزندخواندگی، حقوق رقابت، ورشکستگی، حقوق کار، تأمین اجتماعی، حقوق مصرف‌کننده، اوراق بهادار و اختلافات کیفری از موارد غیرقابل داوری شناخته می‌شوند.
تفاوت داوری با میانجی‌گری در این است که میانجی فقط مذاکرات بین دو طرف را تسهیل کرده و پیشنهادهایی برای حل اختلاف به ایشان می‌دهد اما اختیار صدور رای و حل اختلاف را ندارد.
مقررات داوری در حقوق ایران در باب هفتم قانون آیین دادرسی مدنی از ماده ۴۵۴ تا ۵۰۱ پیش‌بینی شده‌است.
```
در هنگام تهیه قرارداد یا موضوعات مختلف که شخصی به‌عنوان داور تعیین می‌شود حتما قید شود پس از درخواست مشترک طرفین داوری رأی صادر کند
```

## مزایای داوری[۳]
در داوری اشخاص خودشان داور خود را تعیین می‌کند در حالیه در هنگام اقامه دعوا در مرجع دادگستری چنین امکانی وجود ندارد. این ویژگی به ویژه در زمانی که موضوع اختلاف ماهیت تخصصی داشته باشد بسیار سودمند خواهد بود. به این ترتیب طرفین می‌توانند داوری را برگزینند که میزانی از آشنایی و تخصص در آن موضوع را داشته باشد.
- داوری معمولاً سریعتر از رسیدگی دادگاه است.
- فرایند رسیدگی داوری و رای داور می‌تواند محرمانه باشد درحالی‌که دادگاه‌ها علی‌الاصول علنی هستند.
- زبان رسیدگی داوری را می‌توان به دلخواه تعیین کرد درحالی‌که در رسیدگی قضایی اصولاً زبان رسمی کشور مقر دادگاه مورد استفاده قرار می‌گیرد.

## داوری الکترونیک
داوری الکترونیک ، دارای تمامی مزیت‌های داوری عادی می‌باشد با این تفاوت که مراحل رسیدگی در این نوع داوری به‌صورت مجازی انجام می‌پذیرد.  داوری الکترونیک به منظور راه اندازی یک سیستم یکپارچه و پیگیری سریع, آسان و حفظ امنیت اطلاعات و دسترسی سریع به اسناد و به حداقل رسیدن حضور فیزیکی و حذف کاغذ در پرونده‌های حقوقی اشاره دارد تا بتوان از این طریق به توسعه در زیر ساخت‌ها دست یافت. همانطور که اشاره شد داوری دارای مزایای متعدد از جمله صرفه‌جویی در زمان و هزینه‌ها ، انتخاب زبان رسیدگی و قانون حاکم است.  دست طرفین در داوری برای نوع و چگونگی رسیدگی در هنگام انتخاب داوری برای رسیدگی باز است و امروزه داوری الکترونیک کار را راحت‌تر از گذشته کرده است تا بدون مراجعه به دادگاه طرفین به حق و حقوق قانونی خود دست پیدا کنند.